# Isis-Sothis

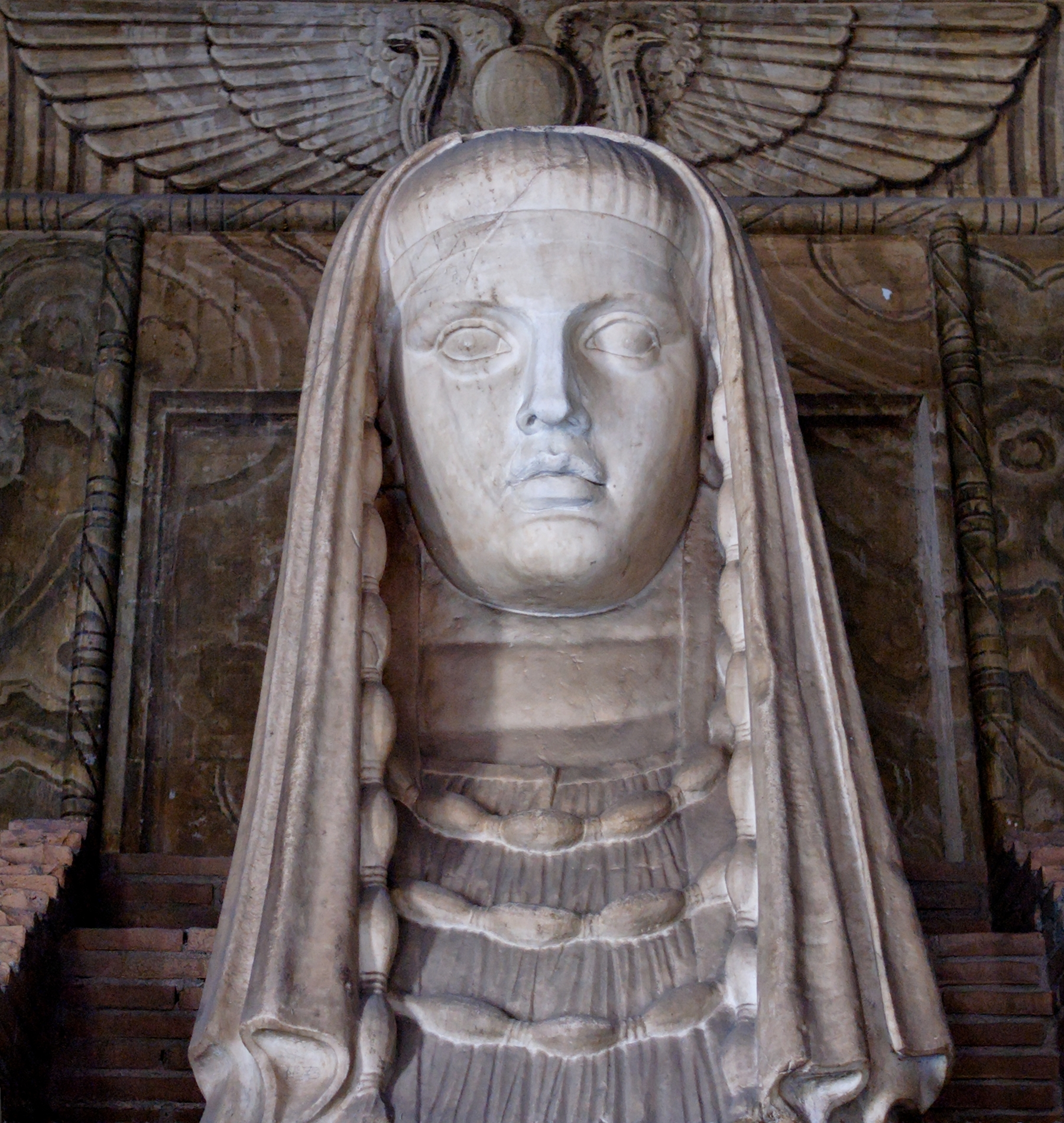
Isis Sothis Demeter, Museo Gregoriano Egiziano

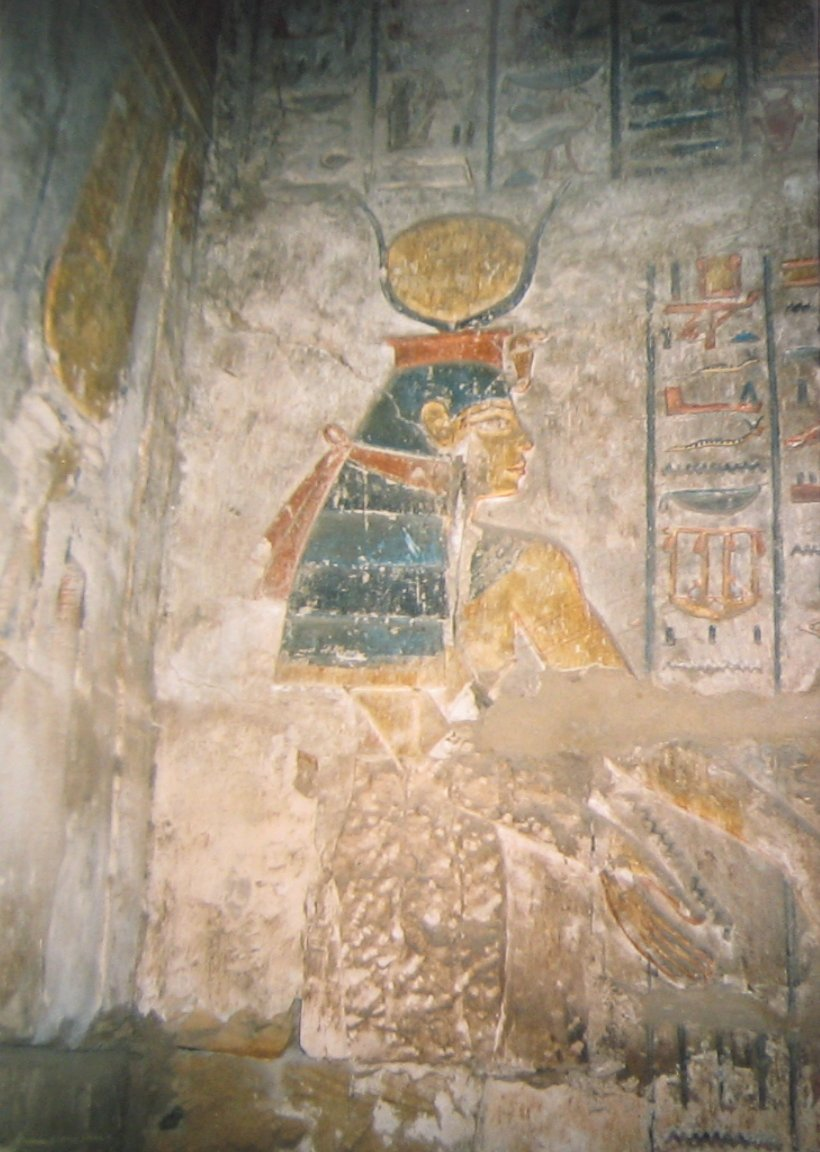
Isis

Isis-Sothis is de vergriekste naam van de Egyptische godin Isis wanneer zij wordt voorgesteld als de ster Sirius. De Griekse naam Sothis is een vergrieksing van de naam van de godin Sopdet, die volgens Plutarchus zwangere vrouw betekende en voorgesteld werd als Sirius.
In het dynastieke Egypte werd de ster Sirius bijzonder veel vereerd, omdat het moment waarop zij aan de hemel verscheen (19 juli volgens de juliaanse kalender), het begin van de overstromingsperiode van de Nijl en daarmee het nieuwe jaar aankondigde.

## Ontstaan van de naam
De Griekse naam Sothis voor de ster Sirius komt een aantal malen voor in Griekse Magische Papyri en astrologische geschriften. De verbinding Isis-Sothis is niet klassiek, maar komt wel veel voor in onderzoeksliteratuur.
In de iconografie werd lange tijd het beeld van de godin Isis rijdend op een hond, vaak voorzien van sterren, gezien als een afbeelding van Isis-Sothis. Verondersteld werd dat het samenstelling was van Egyptische en Griekse mythologische voorstellingen. In de Griekse mythologie is Sirius namelijk de grote Hondsster. Nader onderzoek leert echter dat het betitelen van dit soort afbeeldingen als Isis-Sothis misschien te voortvarend is.

Het beeldmateriaal van dit soort beelden komt vooral uit het westen van het Romeinse Rijk, terwijl tekstmateriaal meer uit het oosten komt. Er is nog geen enkel bewijs gevonden dat de ouden werkelijk in de afbeelding van Isis op een hond Isis-Sothis zagen. Waarschijnlijker is dat het gaat om afbeeldingen van Isis-Pharia of Isis en Anubis ofwel Hathor.